# Eupithecia vicariata
Eupithecia vicariata là một loài bướm đêm trong họ Geometridae.